# Eleonora Bussu
Eleonora Bussu (Civitavecchia, 1º febbraio 1991) è un'ex calciatrice italiana di ruolo difensore, dal 2015 allenatore dell'Olympia Civitavecchia.

## Carriera

### Club
Eleonora Bussu cresce calcisticamente giocando con i maschietti per otto anni nelle formazioni miste fino al raggiungimento dell'età massima consentita dalla federazione.
A quattordici anni decide di continuare l'attività tesserandosi con la Lazio. Inserita in rosa come riserva dalla stagione 2005-2006, è aggregata alla squadra titolare che disputa la Serie A2 e nel 2006-2007 è diventata titolare nella stessa squadra, passata in Serie B. Ha disputato il campionato 2007-2008 con il Sezze. Per il campionato 2008-2009 è passata alla Roma.

### Nazionale
Entrata nel giro delle nazionali giovanili, viene convocata prima nella nazionale italiana Under-17 per passare in seguito a vestire quella dell'Under-19.
Con la maglia delle Azzurrine nel luglio del 2008 ha vinto gli Europei Under-19, giocando quattro partite nella fase finale.

### Allenatore
Dopo aver deciso di sospendere l'attività agonistica, nell'estate 2015 decide di accettare la panchina dell'Olympia Civitavecchia.

## Palmarès

### Nazionale
- Campionato d'Europa under 19: 1

2008